# Re Peste - Un racconto contenente un'allegoria
Re Peste - Un racconto contenente un'allegoria è un racconto breve scritto da Edgar Allan Poe, pubblicato per la prima volta nella raccolta Racconti del grottesco e dell'arabesco nel 1840. Si tratta di uno dei racconti più macabri, ma allo stesso tempo con un pizzico di umorismo, prodotti dallo scrittore statunitense.

## Trama
Due marinai ubriaconi, Legs e Tarpaulin (il primo più anziano, magro e alto, il secondo più giovane, basso e tarchiato) passano la sera tarda a frequentare diverse birrerie di Londra, finché, verso mezzanotte, mentre sono alla bettola "Jolly Tar", finiscono tutti i loro soldi. Dopo aver bevuto, verso mezzanotte e mezza, decidono di scappare inseguiti dalla padrona della bettola trovando infine rifugio in un quartiere fatiscente e abbandonato perché fortemente colpito dalla peste. Dentro questo quartiere, sulla soglia di un edificio alto e cupo, i marinai sentono suoni ilari e infernali per cui si precipitano contro la porta per vedere di cosa si tratti. La stanza in cui entrano era, prima della peste, un'impresa di pompe funebri del signor Will Wimble (amico di Legs). In mezzo alla stanza c'era un tavolo, nel centro di questo un'enorme caraffa di punch, e su di questo bottiglie di vari vini e liquori, brocche, caraffe, boccali. Tutt'attorno al tavolo, seduti su catafalchi, sei tipi orripilanti banchettano. A capotavola spicca la figura di "Re Peste", un uomo più magro di Legs, dal viso giallo come lo zafferano e dalla fronte orribilmente ed eccezionalmente alta, che fa le presentazioni: "la nobile dama che sta seduta dinanzi a voi è la Regina Peste, nostra serenissima consorte. Gli altri personaggi che voi vedete sono tutti prìncipi del sangue e portan il segno della regale origine nei rispettivi nomi di Sua Grazia l'Arciduca Pest-Iferus, Sua Grazia il Duca Pest-Ilenzial, Sua Grazia il duca Temp-Pest e sua Altezza Serenissima l'Arciduchessa Ana-pest.".
Al di sopra del tavolo era sospeso uno scheletro d'uomo ancorato a un anello del soffitto tramite una fune legata ad una gamba, e l'altra gamba, libera, oscillava dal soffitto, nel teschio di questo scheletro bruciava carbone per illuminare il tavolo sottostante e l'intera stanza.
Tarpaulin mostra poco rispetto nei confronti dei convitati, soprattutto nei confronti di Re Peste e per questo viene scagliato dalla Regina in un'enorme botte aperta di birra, dalla quale sarà poi liberato da Legs. I due tornano poi alla loro goletta "Free and Easy" ormeggiata nel fiume Tamigi, Legs porta con sé la Regina afferrandola per i fianchi, Tarpaulin con sé porta l'Arciduchessa Ana-pest.